# Neothyonidium hawaiiense
Neothyonidium hawaiiense is een zeekomkommer uit de familie Phyllophoridae.
De wetenschappelijke naam van de soort werd in 1907 gepubliceerd door Walter Kenrick Fisher.